# Vabalat
Lucije Julije Aurelije Septimije Vabalat Atenodor (Lucius Iulius (Julius) Aurelius Septimius Vaballathus Athenodorus, 266. – 273.) bio je nominalni kralj Palmirskog Carstva. Vaballathus predstavlja latinizirani oblik arapskog imena Wahb Allat (وهب اللات) ili dar boginje. S obzirom na to da se arapska boginja Allāt identificirala s grčkom boginjom Atenom, rabila je riječ Athenodorus kao grčki oblik imena.
Vabalat je bio sin palmirskog kralja Odenata i kraljice Zenobije. Godine 267. mu je otac ubijen i Vabalat je došao na prijestolje, s time da je stvarnu vlast kao regentica imala njegova majka Zenobija. Iako je na početku priznavala centralnu rimsku vlast i cara Aurelijana, s vremenom je za sebe i sina počela koristiti izraz august. Godine 273. Aurelijan je pokorio Palmiru te zarobio Zenobiju i njenog sina. Prema Zosimu je Valabat umro na putovanju za Rim.

## Vanjske poveznice
- Coinage of Vaballathus